# Karigurashi no Arriety
Karigurashi no Arriety (借りぐらしのアリエッティ Karigurashi no Arietti?, lit: Arrietty, la que toma prestado; en España, Arrietty y el mundo de los diminutos; en Hispanoamérica, El mundo secreto de Arriety) es una película de animación japonesa que fue producida en 2010 por la productora Studio Ghibli, ópera primera del director Hiromasa Yonebayashi y basada en la novela fantástica Los incursores, de la escritora británica Mary Norton. Se trata del decimoctavo largometraje del estudio de animación japonés.
La película se estrenó en Japón el 17 de julio de 2010, y fue la primera cinta dirigida por Hiromasa Yonebayashi, animador de Studio Ghibli, siendo la persona más joven en dirigir una película para Ghibli. El fundador de Ghibli, Hayao Miyazaki, supervisó la producción como planificador del desarrollo.

## Sinopsis
En Koganei, en el oeste de Tokio, se narra la historia de una familia de diminutos, pequeños seres, de apenas diez centímetros de estatura, que viven en una casita oculta bajo las tablas del suelo de una mansión campestre. Los diminutos tienen la norma de no dejarse ver nunca por los humanos; sin embargo, su tranquila existencia cambia cuando la joven Arrietty, una audaz adolescente, es vista accidentalmente por Shō (Shawn), un niño que se acaba de establecer en la casa para descansar debido a su delicada salud, que le lleva a necesitar un trasplante de corazón. Entre ambos surge una fuerte amistad, pero a la vez la existencia de los diminutos se ve peligrosamente amenazada.

## Producción
La película fue anunciada oficialmente en diciembre de 2009. El director, Hiromasa Yonebayashi, es uno de los directores más jóvenes en dirigir una película hecha para el cine del estudio. El guion de la película lo escribe Hayao Miyazaki, uno de los pilares fundamentales de Studio Ghibli; además, en la escritura del guion colaboró Keiko Miwa, que fue guionista también de otra película del estudio, Cuentos de Terramar.
Miyazaki quería producir la película "a su manera", lo que consiste en realizar la película sin que los animadores sepan exactamente cómo acabará, pero como Yonebayashi era debutante Miyazaki prefirió realizar la película con un guion ya completo para evitar riesgos.
La adaptación del libro de Mary Norton es muy libre, al igual que otras producciones como Majo no Takkyūbin, Howl no Ugoku Shiro o Cuentos de Terramar. La adaptación se centra en la relación entre el ser humano y la naturaleza, siendo esto el sello del estudio. Toshio Suzuki comentó en la rueda de prensa de presentación oficial que Arrietty y el mundo de los diminutos llevaba estando en la cabeza de Hayao Miyazaki desde que este tenía veinte años, cuando leyó la novela por primera vez, y que cuarenta años después fue cuando Miyazaki, desde su memoria, decidió escribir el guion.
La música de la película no fue compuesta por Joe Hisaishi, habitual compositor del estudio y creador de bandas sonoras de cintas como Nausicaä del Valle del Viento, Mi vecino Totoro, La princesa Mononoke, El viaje de Chihiro o Gake no ue no Ponyo. En vez de a Hisaishi, la escogida fue la compositora francesa Cécile Corbel. Corbel es una gran amante de las películas de Ghibli y envió al estudio las canciones de su último disco comentando que las canciones que escribió estaban inspiradas en distintas películas que Ghibli había realizado. Esta carta y las canciones llegaron a manos de Toshio Suzuki y Hayao Miyazaki, que decidieron que ella fuera la compositora. Además de ser la compositora de la obra en idioma original japonés, fue la encargada de la adaptación de la música al inglés y al francés.

## Voces
| Personaje   | Seiyū            | Actores de doblaje      | Actores de doblaje (Buena Vista) | Actores de doblaje (ZIMA) | Actores de doblaje | Actores de doblaje |
| ----------- | ---------------- | ----------------------- | -------------------------------- | ------------------------- | ------------------ | ------------------ |
| Arrietty    | Mirai Shida      | Cristina Yuste          | Jessica Ángeles                  | Rossy Aguirre             | Saoirse Ronan      | Bridgit Mendler    |
| Shō         | Ryūnosuke Kamiki | Rodri Martín            | Arturo Castañeda                 | Arturo Castañeda          | Tom Holland        | David Henrie       |
| Homily      | Shinobu Ōtake    | María Antonia Rodríguez | María Santander                  | Diana Adam                | Olivia Colman      | Amy Poehler        |
| Pod         | Tomokazu Miura   | Gabriel Jiménez         | Alejandro Mayén                  | Víctor Covarrubias        | Mark Strong        | Will Arnett        |
| Spiller     | Tatsuya Fujiwara | Adolfo Moreno           | Miguel Ángel Ruiz                | Miguel Ángel Ruiz         | James Mansen       | Moisés Arias       |
| Sadako Maki | Keiko Takeshita  | María Julia Díaz        | Ángela Villanueva                | Clemen Larumbe            | Geraldine McEwan   | Carol Burnett      |
| Haru        | Kirin Kiki       | Pilar Gentil            | Maru Guzmán                      | Magdalena Leonel          | Phyllida Law       | Gracie Poletti     |

- Estudio de doblaje en España: 103 - Todd Ao, Madrid.
- Estudio de doblaje en México (Buena Vista): Producciones Grande, México, D. F.
- Estudio de doblaje en México (ZIMA): Elefante Films, Cuernavaca.

## Distribución y acogida mundial
Estrenada en su país de origen el 17 de julio de 2010, la película consiguió superar en taquilla a la estadounidense Toy Story 3, estrenada tres semanas antes, convirtiéndose en la cinta número uno de la taquilla japonesa. Se mantuvo durante cuatro meses entre las diez películas más vistas de la taquilla japonesa, siendo vista por 7,5 millones de espectadores y recaudando un total aproximado de 110 millones de dólares, consiguiendo casi cinco veces lo invertido (la película costó 23 millones de dólares). La película igualó en cifras a la anterior producción del estudio, Gake no ue no Ponyo, y consiguió mantener el estudio, puesto que del éxito de esta película dependía el futuro de éste. Además, la película consiguió el premio a Mejor Película de Animación en la trigésimocuarta ceremonia de los premios de la Academia de Cine Japonés.
Su distribución internacional fue dispar. En Estados Unidos, la película se estrenó el 17 de febrero de 2012. Debido al poco éxito que tuvo la anterior película del estudio al estrenarse en cines, Cuentos de Terramar, al igual que otros éxitos moderados de su distribuidora en Estados Unidos, Disney, como Tiana y el sapo o Tron: Legacy o el varapalo en taquilla de Marte necesita madres, se decidió retrasar el estreno un año más para una posible promoción por parte de Hayao Miyazaki, cofundador del Studio Ghibli, o para recaudar un poco más con los anteriores estrenos. En Canadá, la película esperó el estreno estadounidense. En Iberoamérica, la película fue estrenándose a lo largo del 2012, siendo Argentina el primer país donde la película se estrenó de forma limitada, el 26 de abril de 2012, seguido de México, donde se estrenó directamente en formato doméstico en noviembre de 2012.
En Europa, Arrietty y el mundo de los diminutos fue estrenada de manera escalonada durante el año 2011. Así pues, fue presentada en noviembre de 2010 en el Festival de cine de Roma, en Italia, donde se estrenó en cines convecionales en octubre de 2011. En el festival de Roma fueron a promocionar la película el director, Hiromasa Yonebayashi, el productor, Toshio Suzuki, y los guionistas, Hayao Miyazaki y Keiko Miwa. En Francia se estrenó el 12 de enero de 2011, convirtiéndose en el primer país occidental en estrenar la película en cines convencionales y doblaba a un idioma extranjero. La película tuvo un éxito notable, siendo uno de los mejores estrenos de una película de animación japonesa y una de la más taquilleras de Studio Ghibli. En otros países francófonos, como Suiza y Bélgica, la película se estrenó en enero y abril del 2011, respectivamente. En los Países Bajos se estrenó en marzo de 2011 de manera limitada y en julio de forma convencional. Mientras que en Alemania, Arrietty y el mundo de los diminutos se estrenó durante el verano de ese mismo año. En España, la película, en un principio, se iba a estrenar en cines el 22 de julio de 2011, sin embargo la distribuidora, Aurum, decidió retrasar su estreno para el 16 de septiembre de 2011. En Rusia, Finlandia, Suecia y Noruega el filme vio la luz en septiembre, octubre, noviembre y diciembre de 2011, respectivamente.
En el Reino Unido, la fecha de estreno de Karigurashi no Arrietty fue el 29 de julio de 2011; allí la película fue estrenada con doblaje al inglés británico y no con el doblaje al inglés estadounidense, debido a que el estreno en Estados Unidos fue en febrero de 2012. Fue la primera vez que el Reino Unido distribuía una película del Studio Ghibli con un doblaje distinto al de Estados Unidos, ya que Recuerdos del ayer y Puedo escuchar el mar (ambas inéditas en Estados Unidos) fueron distribuidas en el Reino Unido en versión original subtitulada.